# Райка Геслера
Райка Геслера (Dendropsophus giesleri) — вид земноводних з роду Деревна райка родини Райкові.

## Опис
Загальна довжина досягає 4—5 см. За будовою схожа на інші види свого роду. Відрізняється схожістю з лишайниками, дуже бородавчастою шкірою та начисено—помаранчевої забарвленням нижньої сторони задніх лап. Вдень у сухому повітрі вона стає бежевого кольору.

## Спосіб життя
Полюбляє первинні та вторинні ліси, гірські місцини. Веде суто деревний спосіб життя. Зустрічається на висоті до 1100 м над рівнем моря. Активна внчоі. Живиться дрібними безхребетними.
Самиця відкладає яйця на листя над водою. після вилуплення пуголовки сковзають у воду, де розвиваються.

## Розповсюдження
Мешкає у бразильських штатах: Ріо-де-Жанейро, Еспіріту-Санту, Сан-Паулу.